# Серђо Скариоло
Серђо Скариоло (итал. Sergio Scariolo; Милано, 1. април 1961) италијански је кошаркашки тренер. Тренутно је селектор кошаркашке репрезентације Шпаније.

## Каријера

### Клубови
Самосталну тренерску каријеру Скариоло је почео у Пезару, са којим је 1990. године, као 29-годишњак, освојио титулу првака Италије. Након Пезара, две сезоне је радио у друголигашу Десију да би онда преузео прволигаша Фортитудо. Након три сезоне у Фортитуду, 1997. године је преузео Саски Басконију. Са клубом из Виторије био је вицешампион Шпаније и освајач Купа Краља, што га је препоручило челницима мадридског Реала.
У „краљевском клубу” Скариоло је провео три сезоне, а већ у првој освојио је титулу првака. У наредној сезони, Реал је и у финалу првенства и у финалу купа поражен од Барселоне па је остао без трофеја. У сезони 2001/02. су уследили слабији резултати па је дошло до раскида сарадње. Наредну годину Скариоло је провео без ангажмана, а сезону 2003/04. почео је потписавши уговор са Виртусом. Ипак, у клубу из Болоње финансијска ситуација била је лоша и Скариоло је напустио клуб пре него што је сезона и почела. У новембру 2003. је преузео Малагу са којом је остао до 2008. године. Са овим клубом је постао национални првак, освојио Куп Краља и био трећи у Евролиги.
У децембру 2008. је преузео руски Химки. На клупи Химкија се задржао до децембра 2010. када је након два везана пораза (од Макабија у Евролиги и ЦСКА у првенству Русије) дошло до раскида сарадње. Поразом у Тел Авиву, Химки је изгубио сваку шансу да се бори за пласман у Топ 16 фазу Евролиге, а лаган пораз од ЦСКА на домаћем паркету је само убрзао одлуку челника клуба да раскину уговор. Скариоло је са тимом из московске области два пута стигао до финала руског плеј-офа, а једном и до финала Еврокупа. До трофеја, ипак, нису могли. Најбоља прилика био је меч за Еврокуп 2009. са Лијетувос ритасом, када је Химки у другом полувремену прокоцкао 12 поена предности.
У јулу 2011. је преузео Олимпију из Милана. На клупи клуба из Милана је провео наредне две сезоне, али и поред великих улагања није успео да освоји ниједан трофеј па је након истека уговора у јуну 2013. напустио клуб. У сезони 2013/14. је поново тренирао Басконију. Од 2018. до 2021. је радио као помоћни тренер Нику Нерсу у Торонто репторсима.
У јуну 2021. постављен је за тренера Виртуса из Болоње. Скариоло је вратио Виртус у Евролигу након што је са тим клубом освојио Еврокуп 2022. године. Клуб из Болоње је потом своју прву сезону у Евролиги, после 15 година одсуства, завршио на 14. месту на табели са скором од 14 победа и 20 пораза. Смењен је у септембру 2023. године.

### Репрезентација
Скариоло је у фебруару 2009. године преузео репрезентацију Шпаније. Са Шпанијом је освојио златне медаље на Европским првенствима 2009. и 2011. године док је на Олимпијским играма 2012. освојио сребрну медаљу, након пораза од САД у финалу. У новембру 2012. је одлучио да напусти селекторско место, да би у мају 2015. опет преузео место селектора Шпаније. У свом другом мандату на клупи Шпаније, Скариоло је до сада освојио златне медаље на Европским првенствима 2015. и 2022. као и на Светском првенству 2019. Такође је освојио и бронзане медаље на Олимпијским играма 2016. и на Европском првенству 2017. године.

## Успеси

### Клупски
Пезаро
- Првенство Италије: 1989/90.

Саски Басконија
- Куп Шпаније: 1998/99.

Реал Мадрид
- Првенство Шпаније: 1999/00.

Малага
- Првенство Шпаније: 2005/06.
- Куп Шпаније: 2004/05.

Виртус Болоња
- Еврокуп: 2021/22.
- Суперкуп Италије (2): 2021, 2022.

### Репрезентативни
Шпанија
- Европско првенство: 
  -  2009, 2011, 2015, 2022.
  -  2017.
- Светско првенство: 
  -  2019.
- Олимпијске игре:
  -  2012.
  -  2016.